# Tatocnemis emarginatipennis
Tatocnemis emarginatipennis är en trollsländeart som beskrevs av Fraser 1960. Tatocnemis emarginatipennis ingår i släktet Tatocnemis och familjen Megapodagrionidae. Inga underarter finns listade i Catalogue of Life.